# 姚信
姚 信（よう しん、生没年不詳）は、中国三国時代の呉の官僚。字は元直（元道または徳佑という説もある）。揚州呉郡永安県の人。父は姚敷。母は陸遜の姉妹。

## 生涯
陸遜の甥にあたる。賀邵とともに銭唐の学者の范平の下で学問を学んだ。
赤烏8年（245年）、二宮事件の際には、張休や顧譚・顧承兄弟らとともに全琮・全寄父子の讒言で失脚させられ、交州への流罪に追い込まれた。
張休・顧譚・顧承らが配流先で没する中、姚信は生き延びて後に罪は免除となり内地へ戻った。第4代皇帝の孫晧の時代である宝鼎元年（266年）、太常となった。
宝鼎2年（267年）12月、司徒の孟仁とともに使者として派遣され官僚や中軍の歩騎二千人を率いて、霊輿にて東のかた孫和（文帝）の陵墓である明陵に神座を迎えさせた。
建衡元年（269年）、陸凱の臨終の際が孫晧に対し、国の支えとなる人物として、名を挙げた内の一人である。

## 作品
姚信の残した著作として、『士緯』十巻があり、清の馬国翰の版が残る。また、歴史志の記載の基づいての易学の著作『周易注』（『易経』の注）があり、宋の時代に失われたが、清の時代の版が残る。清の孫堂の著作『漢魏二十一家易注』には姚信の『周易注』一巻分、馬国翰の著作『玉函山房集逸書』には姚信の『周易姚氏義』一巻分が収録されている。他の姚信の著書としては、『姚氏新書』二巻・『姚信集』・『昕天論』・『戒子』などを残した。

## 昕天論
姚信は天文学にも博識で、『昕天論』を唱えた。「人は霊虫となりて、形は最も天に似ている。今の人々の下顎前は贅沢に胸に面して、うなじは背を覆う事が出来ない。その体は互いに近くにあるので、故に天の体は南は地に入るぐらい低く、北は少し高いことがわかる。また冬至に北極は低く、天の運行は南に近くて、故に日は人から遠くを去り、闘いは人から近くを去り、北天の気は至って、故に氷寒なり。夏至に北極は起きて、天の運行は北に近くて、故に闘いは行く人から遠くを去り、日は人から近くを去り、南天の気は至って、故に蒸熱なり。北極が起きている時には、日は地中の浅いところを通り、故に夜は短く、天は地より高くを去り、故に日が長くなる。北極が低い時は、日は地中の深いところを通り、故に夜は長く、天は地より下へ去り、故に日が短くなる。」

## 子孫
- 姚僧垣 - 姚信の八世孫。南朝梁の太医正・晋安王府諮議。北周の上開府儀同大将軍。隋の北絳郡公。
- 姚察 - 姚信の九世孫。姚僧垣の子。南朝梁の原郷県令。南朝陳の吏部尚書・秘書監。隋の太子内舎人。
- 姚最 - 姚信の九世孫。姚僧垣の子。北周の府水曹参軍。隋の太子門大夫。
- 姚思廉 - 姚信の十世孫。姚察の子。南朝陳の会稽王主簿。隋の代王侍読。唐の著作郎・弘文館学士・散騎常侍。